# Ли Юэцзю
Ли Юэцзю́ (кит. упр. 李月久, пиньинь Lǐ Yuèjiǔ, р.19 ноября 1957) — китайский гимнаст, призёр Олимпийских игр и чемпион мира.

## Биография
Ли Юэцзю родился в 1957 году в Инкоу, провинция Ляонин. С 12 лет был отобран в сборную провинции, где и стал заниматься гимнастикой. В 1977 году стал призёром Универсиады. В 1978 году выиграл первенство КНР, международный турнир в Шанхае и стал чемпионом Азиатских игр. В 1980 году на чемпионате КНР в Нанкине Ли Юэцзю стал первым в истории КНР гимнастом, получившим в вольных упражнениях 10 баллов ровно. В 1981 году он опять стал чемпионом Универсиады, а на чемпионате мира завоевал золотую медаль в вольных упражнениях (и бронзовую в составе команды). На чемпионате мира 1983 года Ли Юэцзю завоевал золотую медаль в составе команды, а на Олимпийских играх 1984 года — серебряную медаль в составе команды.
По окончании в конце 1984 года спортивной карьеры Ли Юэцзю переехал на жительство в Канаду, где в 1986 году женился на прославленной китайской гимнастке У Цзяни; позднее пара переехала в США.